# 341 (tal)
341 är det naturliga talet som följer 340 och som följs av 342.

## Inom vetenskapen
- 341 California, en asteroid.

## Inom matematiken
- 341 är ett udda tal
- 341 är ett sammansatt tal
- 341 är ett defekt tal
- 341 är ett Jacobsthaltal
- 341 är ett oktogontal
- 341 är ett centrerat kubiktal
- 341 är ett palindromtal i det kvarternära talsystemet.